# Fabrikationsrisiko
Das Fabrikationsrisiko (englisch manufacturing risk) ist im Außenhandel die Gefahr, dass während oder nach der Herstellung der Ware politische Maßnahmen im Land des Importeurs den Exporteur dazu veranlassen können, die Ware nicht zu versenden oder ihm der Versand der Ware wegen Insolvenz des Importeurs unzumutbar wird.

## Allgemeines
Das Fabrikationsrisiko betrifft lediglich Güter, die nach Bestellung noch hergestellt werden müssen und sich nicht auf Lager befinden. Es beginnt mit der Aufnahme der Fertigung und endet mit dem Versand der Fertigerzeugnisse aus dem Unternehmen. Das Fabrikationsrisiko spielt bei der Exportkreditversicherung und in der Außenhandelsfinanzierung eine große Rolle. Risikoträger ist der Exporteur, dem die Herstellung oder Versendung der Ware durch höhere Gewalt unmöglich oder unzumutbar wird. Auch das Risiko der Zahlungsunfähigkeit des Importeurs während der Herstellung der bestellten Ware bis zur Lieferung gehört zum Fabrikationsrisiko.

## Absicherung
Durch Exportkreditversicherung wird das Risiko des Exporteurs in Deckung genommen, dass bereits während der Produktion der Ware Umstände eintreten, die ihm eine Lieferung oder Abnahme der Ware unmöglich machen. Der Versicherungsfall tritt ein, wenn während des Produktionsprozesses im Land des Importeurs höhere Gewalt auftritt und/oder der Importeur zahlungsunfähig wird. Fabrikationsrisiko ist also das Risiko, das vor Versendung der Ware eintritt. Versichert sind die dem Exporteur entstandenen Selbstkosten bis zum (vorzeitigen) Ende der Fabrikation, maximal bis zur Höhe des Auftragswertes. Als Ausfuhrrisiko (Delkredererisiko) versteht man dagegen das Risiko nach Versendung der Ware etwa durch Embargo im Importland; gedeckt ist hier der Kaufpreis.
Das Zahlungsrisiko des Importeurs kann außerhalb der Fabrikationsrisiko-Deckung durch Zahlungsgarantie eines Kreditinstituts oder eines Versicherers abgedeckt werden.  

## Versicherer
Typische Versicherer des Fabrikationsrisikos sind Allianz Trade (Deutschland), die Oesterreichische Kontrollbank (Österreich), Schweizerische Exportrisikoversicherung (Schweiz) oder die Coface (Frankreich).

## Sonstiges
In der Betriebswirtschaftslehre wird das Produktionsausfallrisiko, etwa aus Betriebsstörung oder Fehlproduktion, behandelt. Es kann weitgehend durch Betriebsunterbrechungsversicherung abgesichert werden.